# Alexandra Svetlitskaïa
Alexandra Svetlitskaïa, en russe : Александра Яковлевна Светлицкая, née le 20 août 1971 et morte le 23 janvier 2019, est une footballeuse russe devenue entraineuse.

## Biographie
Elle participe avec l'équipe de Russie à deux Coupes du monde, en 1999 puis en 2003. A chaque fois, son équipe atteint le stade des quarts de finale.
Elle dispute également le championnat d'Europe en 2001.